# Minturno
Minturno è un comune italiano di 20 359 abitanti della provincia di Latina nel Lazio.

## Geografia fisica

### Territorio
Il comune di Minturno è adagiato sulle propaggini costiere e meridionali dei Monti Aurunci. Le sue spiagge sono bagnate dal mar Tirreno nel golfo di Gaeta e si spingono a sud sino alla foce del Garigliano. La parte principale dell'abitato oggi si estende con continuità dalla collina della medievale Traetto (oggi Minturno) fino alle località costiere di Scauri e di Marina di Minturno.
Le frazioni di Tufo, Santa Maria Infante e Pulcherini si trovano sulle colline circostanti al paese più grande e sovrastano la pianura che le divide dalla vicina Spigno Saturnia, mentre la più piccola Solacciano si trova alla base di queste colline e si affaccia sulla statale Formia-Cassino.
Lungo il confine comunale con Santi Cosma e Damiano scorre il fiume Ausente.
L'antica città di Minturnae era collocata sulla sponda destra del Garigliano.

### Clima
Minturno ha in genere un clima caldo e temperato. Le estati sono calde e asciutte, mentre gli inverni sono miti e piovosi, e/o tendenzialmente umidi.
La temperatura raggiunge i 30 °C in estate, e si varia dai 6° ai 12 °C in inverno. Le precipitazioni medie arrivano a circa 1150 mm all'anno.
Fortunatamente la sua posizione garantisce un clima piacevole ogni periodo dell'anno. Durante l'estate le brezze marine rinfrescano e mitigano l'aria, mentre in inverno grazie anche alla presenza dei Monti Aurunci, questi creano riparo dai freddi venti degli Appennini.
Condizioni favorevoli possono portare alla formazione di trombe d'aria, o trombe marine, ma sono rare quelle che si verificano nei pressi del paese. La più violenta che probabilmente si ricordi, avvenne nell'autunno del 2011, quando, dopo un'iniziale fase di maltempo, una violenta tromba d'aria fece ingenti danni presso il Lungomare di Scauri e Marina di Minturno, e zone limitrofe, nelle prime ore del mattino. Un lido venne completamente scoperchiato dalla furia del vento.
Nonostante il clima piuttosto mite, Minturno ha subito alcune diverse e rarissime nevicate verificatesi a livello del mare. Se ne ricordano tre abbastanza recenti in particolare:
- Una nel 2010, quando le correnti fredde dei Balcani fecero scendere le temperature su tutta la penisola.
- un'altra si verificò nel 2012, quando l'Italia venne alle prese con una suggestiva ondata di freddo e gelo, che coprì anche gran parte dell'Europa.
- e l'ultima che si ricordi risale al 2017, quando il Centro Sud, insieme ad una buona parte del resto dell'Europa Centrale ed Orientale, venne colpito da un'ennesima ondata di gelo, con nevicate abbondanti anche lungo le coste tirreniche.

### Rischio sismico
Il Comune di Minturno si trova in una zona a basso rischio sismico, tuttavia bisogna considerare che gli edifici devono rispettare norme edilizie specifiche, dato che la zona è classificata come 3A (caratterizzata da terremoti rari, ma moderati).
Per quanto non si verifichino forti terremoti nei pressi di Minturno, esso ne ha subìti di diversi, anche se non direttamente. Il più forte, e vicino, che lo abbia colpito è il terremoto dell'Italia Centro-Meridionale del 1984, quando un sisma di magnitudo 5.9 colpì la provincia di Frosinone. Le onde sismiche, dell'epicentro collocato a solamente circa 50 km di distanza, si propagarono fino a raggiungere Minturno e i paesi limitrofi, con un valore della Scala Mercalli pari al IV-V grado (vibrazione delle finestre, oggetti appesi oscillanti, oscillazioni percepite chiaramente negli edifici più alti, formazioni di piccole crepe e caduta di vecchi intonaci e calcinacci).
Altri terremoti sono stati, quasi sicuramente, avvertiti nel corso della storia. Come:
- il terremoto del Sannio del 1293 (stimata 5.8);
- la sequenza sismica dell'Appennino Centro-Meridionale del 1349 (stimata 6.8);
- il terremoto del Centro-Meridione del 1456 (stimata 7.1);
- il terremoto dell'Aquila del 1461 (stimata 6.5);
- il terremoto del Sannio del 1688 (7.0);
- il terremoto del Molise del 1805 (6.6);
- il terremoto della Marsica del 1915 (7.0);
- il terremoto dell'Irpinia del 1980 (6.9);
- il terremoto del Molise del 2002 (5.7);
- il terremoto dell'Aquila del 2009 (6.3);
- il terremoto di Amatrice nella prima parte della sequenza sismica del Centro Italia del 2016-2017 (6.0).

Fortunatamente la maggior parte di questi terremoti non causò ingenti danni a cose e/o persone a Minturno, anche se ci sono poche, o nessuna, documentazioni al riguardo, specialmente per le più antecedenti.

### Prevenzione
Nel 2024, Minturno è stato il primo comune in Italia ad aver adottato un sistema di prevenzione in caso di eventuali tsunami, grazie al programma TsunamiReady, facente parte di un'iniziativa internazionale fondata dall'UNESCO, dopo tre anni di percorso. Questo programma serve ad educare e migliorare la preparazione delle comunità costiere che sono a rischio tsunami.

## Origini del nome
Noto come Traetto o Traietto fino al XIX secolo (latino Traiectum), dalla scafa che univa le due sponde del Garigliano, il nome attuale ha invece delle assonanze con la dea ctonia Manturna. Secondo alcuni, invece, il nome Minturno nella radice (mant-, ment-, mint-) e nel suffisso (-rno) rileva una indubbia origine tirrenica o preariana (G. Tommasino, Aurunci Patres). Prendendo riferimento da "Volturno" si potrebbe supporre una composizione "min + turn" cioè "min(?) + presso fiume".
Anche storici locali hanno cercato di ricostruire l'etimo di Minturno: si suppone che il nome sia etrusco e che derivi da Mintur (sole bruciante) oppure che Minturno sarebbe la contrazione dell'ebreo Menath-ur (pars ignis) identico al Minotauro di Creta, isola vulcanica per eccellenza.

## Storia

### Minturnae
La città di Minturnae sorgeva lungo il percorso della via Appia, presso il fiume Garigliano. Le sue origini risalgono ad un centro ausone, appartenente alla Pentapoli Aurunca. Un culto particolare vigeva per la ninfa Marica - "la dea dell'acqua che brilla sotto la luce del sole", ma anche la dea "che distrugge, infuria, consuma, inaridisce" - in onore della quale era stato eretto, verso la fine del VI secolo a.C., un tempio in tufo, che fu poi riattato in muratura alla fine del I secolo dai Romani.
Sconfitto il popolo aurunco nel 314 a.C. durante la seconda guerra sannitica, i romani distrussero completamente le città della Pentapoli. Minturnæ fu rifondata come colonia romana nel 295 a.C. e al suo ager apparteneva l'area tra i Monti Aurunci e il Tirreno, comprendente una zona residenziale sulla costa dell'odierna Scauri (già Pirae), con estese villae maritimae e una zona agricola e produttiva, lungo il fiume e sulle colline, dove si trovavano diverse villae rusticae o fattorie. Come detto, presso la foce del Garigliano sorgeva il bosco sacro della dea Marica.
Nelle paludi dell'antico Minturno trovò rifugio, nell'88 a.C., il console Caio Mario, tallonato dagli uomini del rivale Silla. I magistrati locali ordinarono la sua uccisione per mano di uno schiavo cimbro. Il condottiero riuscì a sfuggire alla morte, dopo aver intimorito il germanico.
La città venne distrutta probabilmente dai Longobardi tra il 580 e il 590.

### Traetto
Dopo la distruzione di Minturnae, gli abitanti si rifugiarono sul colle vicino, fondando il centro di "Traetto" o "Traietto". Il toponimo deriva dalla scafa che univa le due sponde del Garigliano. Nell'VIII secolo venne fondato il Patrimonium Traiectum, cioè la città divenne centro di un latifondo gestito da un diacono dipendente direttamente dal Papa. Sotto il potere pontificio, Traetto fu cinta da mura, ma venne distrutta, nell'883, da Saraceni venuti per lo più dalla Sicilia musulmana e che si stabilirono nella piana del Garigliano. Essi vennero poi scacciati nel 915 dalla lega voluta da papa Giovanni X.

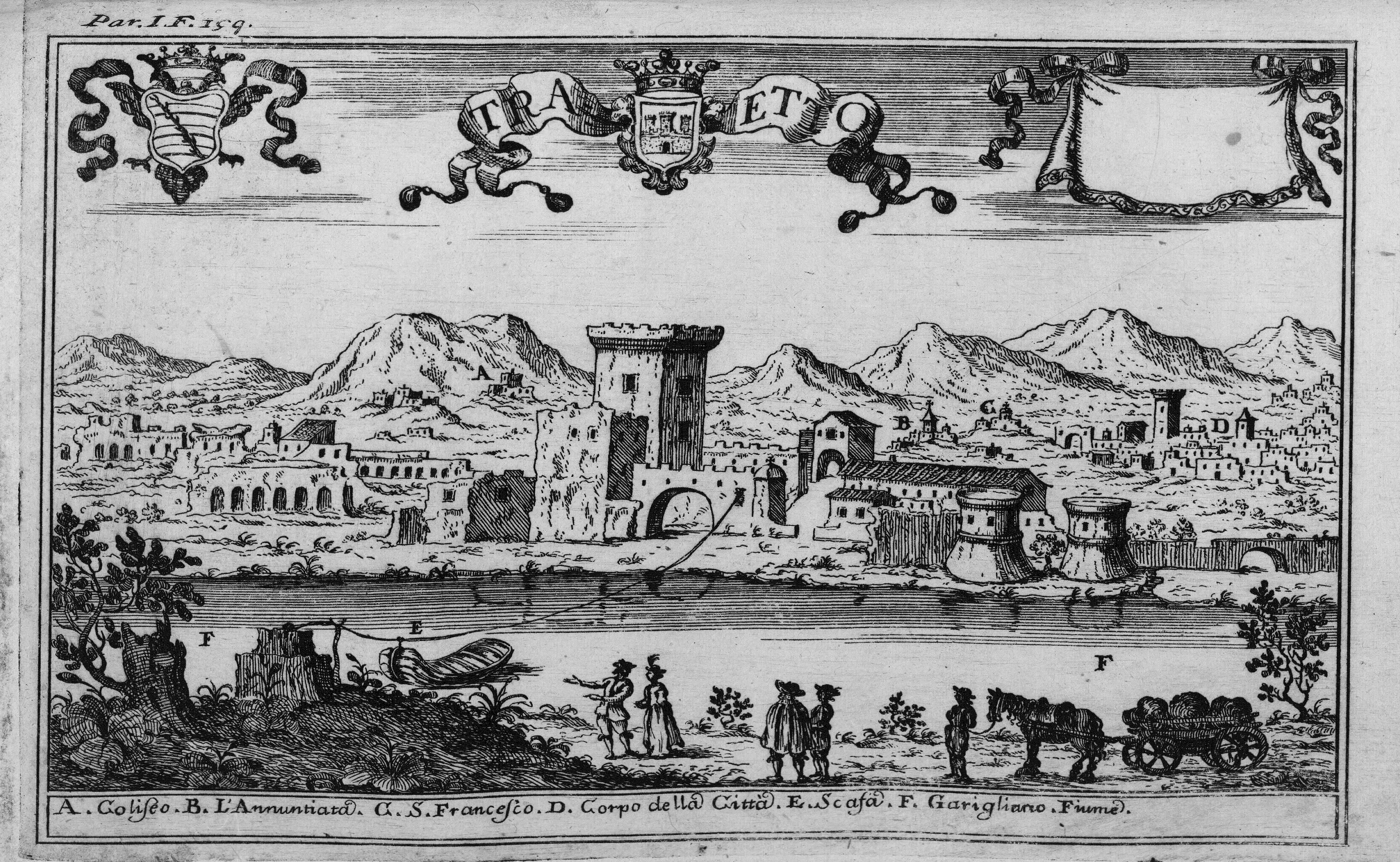
Traetto in una incisione del 1703

Passata sotto il controllo di Gaeta, la città fu di nuovo distrutta dagli Ungari. In seguito ebbe propri feudatari e, alla fine del X secolo, fu donata all'Abbazia di Montecassino. Nel 1061 l'abate Desiderio concesse agli abitanti le chartae libertatis (carte di franchigia). Dopo essere stata conquistata dai Normanni di Sicilia, nel XII secolo appartenne alla famiglia normanna dell'Aquila (de l'Aigle) imparentata con la famiglia reale d'Altavilla e dal 1299, per matrimonio, ai Caetani, quando divennero titolari della contea di Fondi, di cui Traetto faceva parte. Nel 1497 fu donata da Federico d'Aragona re di Napoli a Prospero Colonna — dopo la confisca per ribellione al filo-francese Onorato III Caetani, duca di Traetto dal 1493 —, e a lui confermata per aver combattuto nel 1503 dalla parte spagnola nella battaglia del Garigliano, scontro con cui iniziò il dominio iberico in Italia meridionale. I Colonna tennero Traetto fino al 1570, anno della morte di Isabella figlia di Vespasiano e nipote di Prospero. Successivamente passò a Vespasiano Gonzaga Colonna, duca sovrano di Sabbioneta e figlio di Isabella Colonna, e per eredità ai Carafa di Stigliano del ramo della Stadera con Anna, ultima di questo ramo, per passare finalmente a Nicola María de Guzmán Carafa (†1689), figlio di Anna, alla morte del quale, privo di eredi, avvenne la devoluzione dei suoi feudi alla Corona. Dal 1690 al 1806, anno in cui fu abolito il sistema feudale, la città fu tenuta dai Conti Carafa di Traetto del ramo della Spina. Durante l'occupazione napoleonica, nel giorno di Pasqua del 1799, fu assalita ed espugnata dalle truppe franco-polacche, nell'ambito delle ritorsioni verso le città che fiancheggiavano Fra Diavolo: morirono 349 traettesi, nonché molti abitanti dei paesi limitrofi.
Il 13 luglio 1879 Traetto riprese l'antico nome di Minturno.
La città fu campo di battaglia degli scontri tra tedeschi e alleati. Come per altri centri della provincia di Frosinone e di Latina, nei giorni immediatamente successivi alla ritirata dei tedeschi, si registrarono stupri di massa attuati dai goumier marocchini inquadrati nell'armata francese, ai danni di donne e uomini di tutte le età, passati alla storia con il termine marocchinate.

### Onorificenze
Medaglia d'oro al merito civile (conferita con DPR il 3 agosto 1998).

## Monumenti e luoghi d'interesse

### Architetture religiose

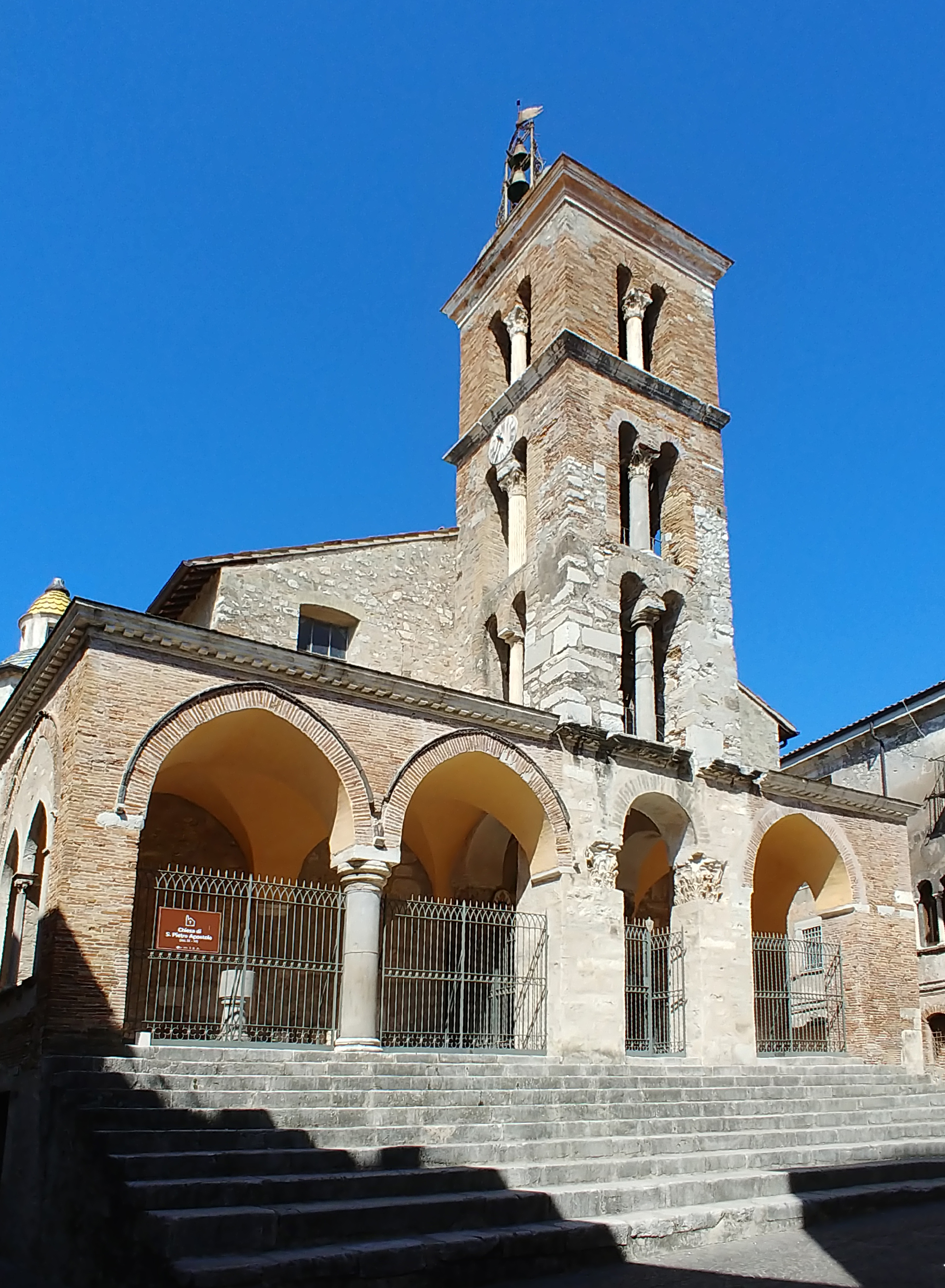
Facciata e campanile della chiesa di San Pietro

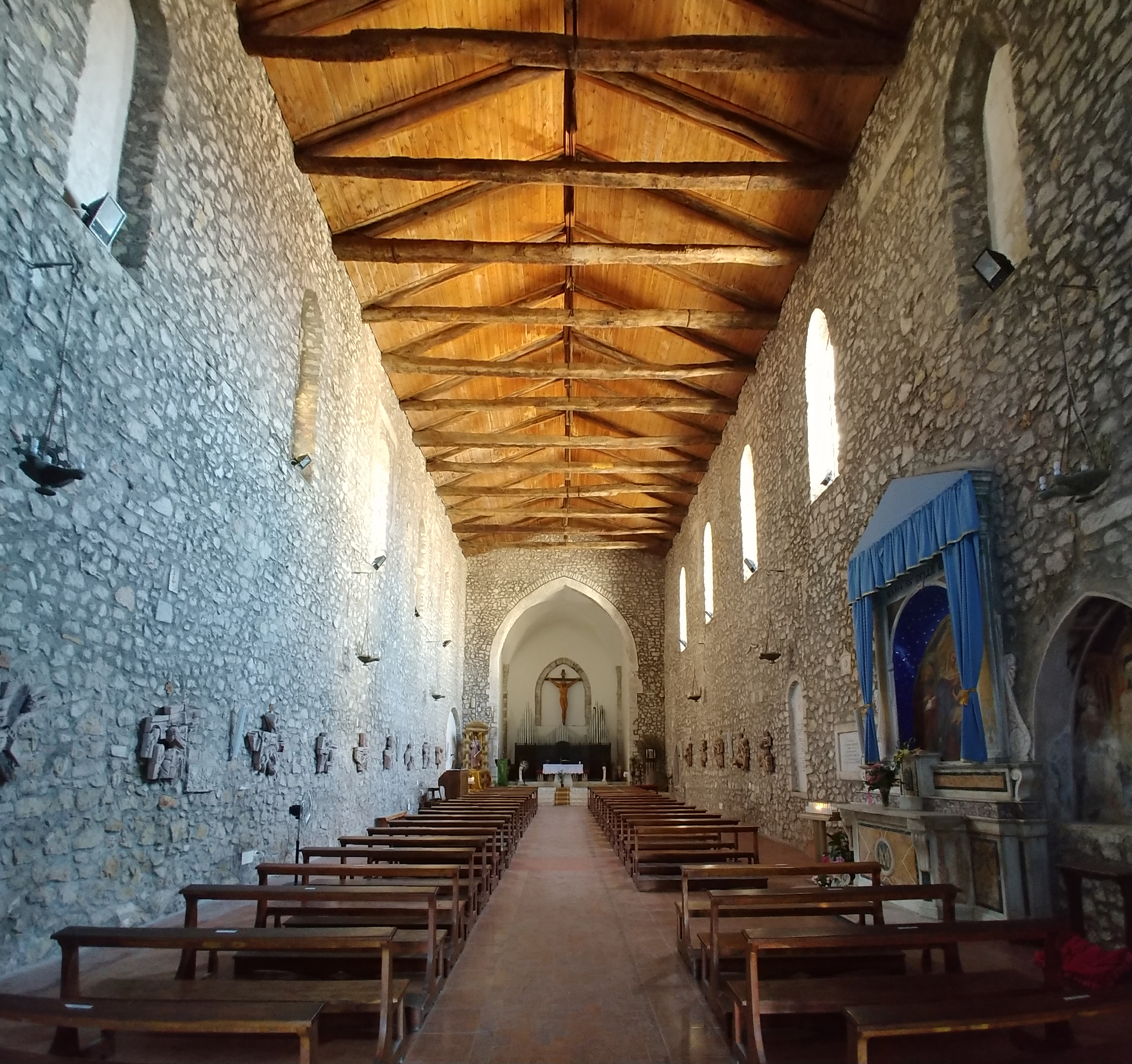
Interno della chiesa di San Francesco

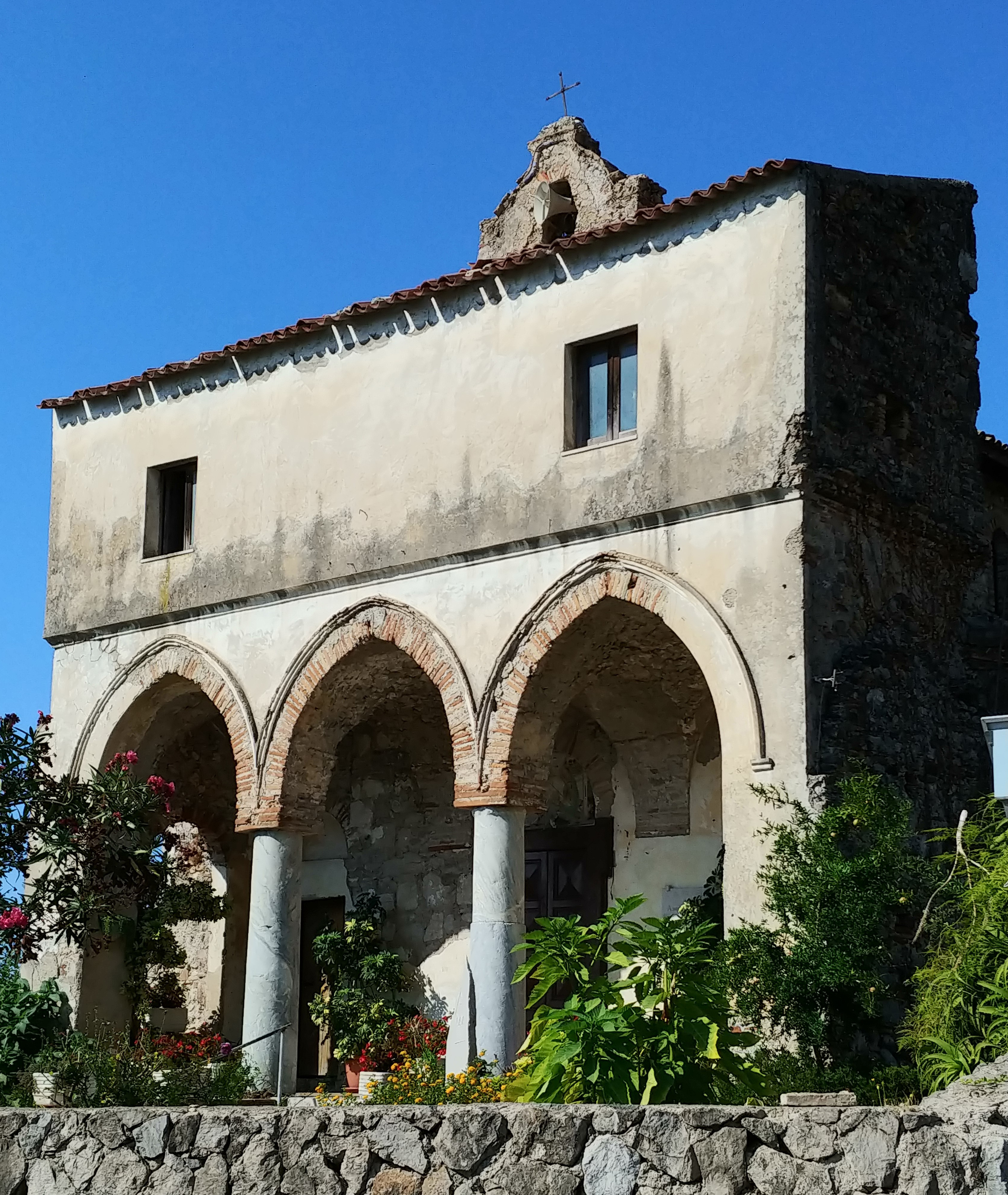
Facciata della chiesa della Madonna della Libera, in località Fontana Perrellli

- Chiesa di San Pietro Apostolo (XI-XII secolo).
- Chiesa di San Francesco, la cui costruzione è collocabile tra il 1266 e il 1272 ad opera del conte di Fondi Ruggero II Dell'Aquila. La chiesa e l'attiguo convento furono ampliati tra il 1488 e il 1491 con l'intervento di Onorato II Caetani, conte di Fondi, il quale chiamò maestranze locali e napoletane, come il maestro falegname Cola di Tommaso, che nel 1490 realizzò gli stalli del perduto coro; un portalino marmoreo del convento è attribuibile all'officina di Tommaso Malvito e databile al 1491.
- Chiesa dell'Annunziata (XIV secolo), con affreschi dell'epoca. Nell'abside è dipinta una "Crocifissione", realizzata nel 1333, forse dagli allievi di Giotto. Fu a più riprese danneggiata: dai pirati turchi nel 1552, dalle truppe napoleoniche nel 1799 e da un incendio nel 1888. Fu riaperta al culto nel 1931 come tempio votivo dei minturnesi caduti nella prima guerra mondiale, dopo il restauro commissionato dal concittadino Pietro Fedele, storico e Ministro della Pubblica Istruzione nel 1925-28.
- Ex chiesa di San Biagio, nel centro storico.
- Congrega del Santissimo Rosario (oggi sala convegni), situata in piazza Portella alle spalle della chiesa di San Pietro; a tre navate con pilastri e archi gotici in pietra. All'interno, coro in legno del 1700 e affreschi del '200-'300.
- Chiesa della Madonna della Libera, in località Fontana Perrelli, del XIV secolo, con portico a tre campate in facciata.
- Chiesa di San Nicandro Martire, nella frazione collinare di Tremensuoli, del XII secolo, ha un impianto a croce greca.

### Architetture civili
- Ponte Real Ferdinando sul Garigliano, con tiraggi a catene di ferro, il primo realizzato in Italia, restaurato alla fine del XX secolo dopo la distruzione avvenuta durante il secondo conflitto mondiale. Commissionato dai Borbone delle Due Sicilie, fu progettato dall'ingegnere Luigi Giura ed inaugurato nel 1832 dal re Ferdinando II.
- Resti del muro perimetrale della cartiera di Scauri, sulla via Appia, nei pressi della Chiesa Parrocchiale dell'Immacolata. Fornitrice del Regno di Napoli, la fabbrica venne citata dallo scrittore tedesco Johann Wolfgang von Goethe nella monografia dedicata al pittore di corte Jakob Philipp Hackert. Lo stabilimento scaurese produsse fogli pregiati per la calcografia e la stamperia reale.

### Architetture militari
- Castello baronale (IX secolo circa), dove soggiornarono, tra gli altri, San Tommaso d'Aquino, Isabella Colonna e Giulia Gonzaga.
- Torri costiere. A Scauri, nell'Area Protetta che fa parte del Parco Regionale Riviera di Ulisse, si trovano la torre dei Molini (XIV secolo), eretta a difesa delle macine un tempo mosse dal Rio Capodacqua e la torre Quadrata o "dei Cavallari", sul monte d'Oro (XVI secolo).

### Siti archeologici
- Comprensorio archeologico, presso la frazione di Marina, che racchiude gran parte dei resti dell'antica città-porto di Minturnae. Tra questi, spicca il maestoso teatro romano, costruito verso il I secolo d.C. che, diviso nei tre settori caratteristici (scaena, orchestra, cavea), accoglieva oltre 4 000 spettatori. All'interno dell'area sono visibili un tratto originale dell'antica via Appia (decumanus maximus), costruito in blocchi di lava basaltica, i resti del Foro Repubblicano (II secolo a.C.), del Capitolium (dedicato a Giove, Giunone e Minerva), del Foro Imperiale, del Macellum (mercato), delle tabernae, del complesso termale (II secolo d.C.). Negli spazi sottostanti alla càvea è situato il museo che accoglie statue acefale, sculture, ex voto, epigrafi, monete (ripescate nel vicino fiume) e numerosi reperti, rinvenuti nel secolo scorso a Minturnae, nel centro urbano di Scauri e nella zona di Castelforte. Il moderno tracciato dell'Appia si interseca con numerose ed imponenti arcate dell'Acquedotto Romano, un tempo lungo circa 11 chilometri.
- Tempio della ninfa Marica, che si trova verso la foce del Garigliano, costituito dalle rovine di un antico luogo sacro dedicato alla ninfa Marica, divinità delle acque.
- A Minturno è stata ritrovata una statua di Traiano, da cui sono state ricavate repliche poste a Roma, Ancona, Benevento, Londra.

### Aree naturali
- Parco regionale di Gianola e del Monte di Scauri
- Parco regionale Riviera di Ulisse

## Società

### Evoluzione demografica
Abitanti censiti

### Etnie e minoranze straniere
Al 31 dicembre 2023 gli stranieri residenti erano 943, pari al 4,73% della popolazione.

### Lingue e dialetti
Il dialetto minturnese è un dialetto laziale meridionale ed è influenzato dalla variante standard della lingua napoletana soprattutto a livello prosodico. Il dialetto prevede, quindi, vari elementi lessicali e morfologici campani, ma mescolati ad elementi dei dialetti mediani (in particolare i dialetti laziali centro-settentrionali parlati nelle aree settentrionali della provincie di Latina e di Frosinone) e, in forma minoritaria, del romanesco. La linea melodica e la cadenza, comunque, si discostano in maniera notevole da quella degli altri comuni laziali che pure facevano parte del Regno delle Due Sicilie fino all'unificazione, soprattutto per quanto concerne quelli situati nella zona costiera e nei suoi pressi. Esso viene definito, anche dai parlanti, un napoletano modificato dalle parlate laziali e abruzzesi: sul piano fonetico vi si riscontra, infatti, la presenza della metafonesi sabina, tipica dei dialetti mediani. Gaetano Tamborrino Orsini scriveva le sue poesie nel dialetto minturnese.

### Tradizioni e folclore
La sagra delle regne è una manifestazione religiosa dedicata alla Madonna delle Grazie che si svolge ogni anno a Minturno la seconda domenica di luglio. La sagra ha origini molto antiche che risalgono all'epoca romana. Inizialmente la festa religiosa non aveva connotazioni cristiane ed era dedicata alle divinità pagane della terra affinché benedicessero i raccolti e il lavoro dei campi. Nel medioevo assunse l'attuale connotazione religiosa, senza tuttavia modificare l'importanza del grano durante la manifestazione. Il termine regne deriva dal latino gremia ovvero fasci di spighe: il grano rappresenta infatti l'elemento principale al centro dei festeggiamenti, utilizzato per vari riti tra cui quello dei "mitituri" durante il quale viene battuto e distribuito ai presenti.

### Piatti e prodotti tipici
Minturno vanta una variegata selezione di piatti e prodotti. Di terra, come:
- Broccoli strascinati;
- Ciambelle ruzze;
- Fave con formaggio pecorino;
- Pasta e fagioli;
- Supplì di riso condito;
- Crostata di ricotta.

E di mare, come:
- Telline;
- Cozze;
- Orata;
- Vongole;
- Seppie e calamari.

Vi sono diverse attività agricole locali di olio d'oliva, tra queste la più celebre è la storica Masseria Zenobio, fondata a Santa Maria Infante nel 1690, la quale si occupa anche della produzione di miele.

## Cultura
Musei
Antiquarium
Museo Etnografico
Cimitero militare Commonwealth

### Eventi
- Festival del Sud Pontino, incontri con il folklore internazionale (prima metà di agosto);
- Visioni Corte International Short Film Festival, rassegna internazionale del cortometraggio indipendente a Minturno (settembre);
- Minturno 1906: rievocazione storica delle usanze popolari degli inizi '900 (prima metà di ottobre); in questa occasione le donne indossano il costume tradizionale denominato "La pacchiana".
- La sagra delle regne: la festività più sentita del paese che si festeggia la seconda domenica di luglio. Festeggia la stagione della raccolta del grano ed è caratterizzata dalle sfilate dei gruppi di sbandieratori e folkloristici del paese, insieme ai carri dei contadini ornati con le spighe di grano: le regne.

## Geografia antropica

### Frazioni

#### Scauri
Il maggiore centro abitato del comune è Scauri, località turistica sulla costa del comune che conta, d'estate per il mare, 7 259 abitanti.

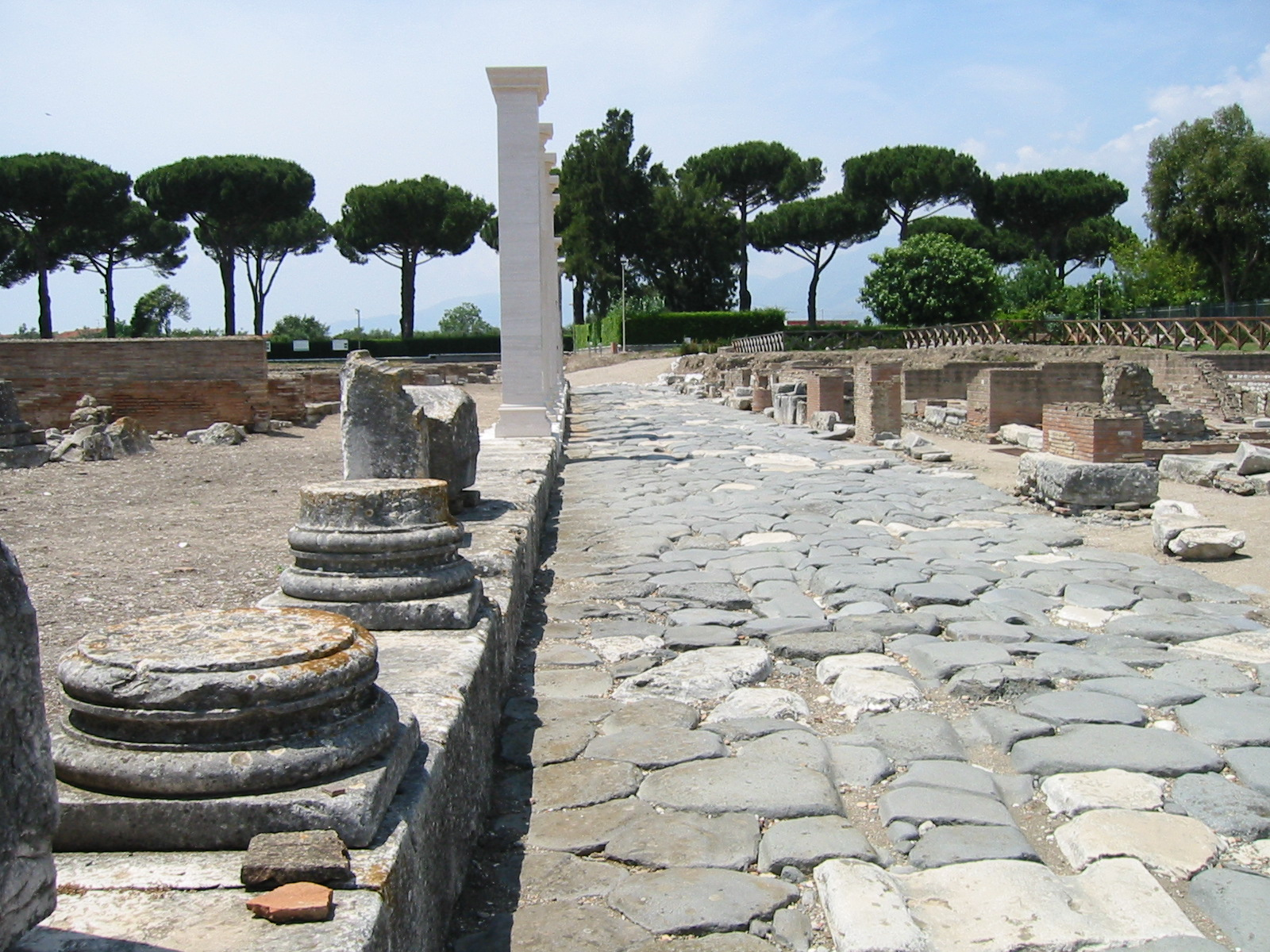
La via Appia nel sito archeologico di Minturnae

#### Marina di Minturno
È una frazione balneare e nel suo territorio ricadono i resti della città antica di Minturnae, in prossimità del fiume Garigliano. Il sito di Monte d'Argento, Mons Garelianus, occupato fin dall'epoca protostorica, ospitò, nel periodo romano, un sacello dedicato a Silvano. In età medievale, sull'altura, si impiantò un castrum (castello), sede di una delle contee in cui fu diviso il Ducato di Gaeta. L'insediamento fortificato si articolò intorno ad un edificio di culto a pianta basilicale che la tradizione collega alla sepoltura di Santa Reparata, martire orientale associabile all'altro culto locale, quello di Sant'Albina. La Parrocchia della località balneare è dedicata a San Biagio. Molto sentita è la ricorrenza della Madonna del Carmine, in programma il 16 luglio. Nella frazione si svolgeva la Festa della Pacchiana, omaggio al costume tipico locale, premiato come “il più bello d'Italia” nel 1930, in occasione delle nozze di Maria José del Belgio ed Umberto di Savoia.

#### Tufo
Prende il nome dal costone tufaceo su cui sorge. Al centro dell'abitato è situata la chiesa parrocchiale di San Leonardo Abate (XVI secolo) che ha subìto, nel tempo, varie trasformazioni. L'edificio è a navata unica ed annovera un transetto ed un altare con marmi policromi, montato nella prima metà dell'Ottocento. La festa in onore del santo patrono, san Leonardo, è il 6 novembre. A Tufo ha sede anche il gruppo Sbandieratori dei Casali, che nella prima settimana d'agosto organizza la manifestazione rassegna folklorica. Nella frazione è ambientata parte del romanzo Vita di Melania Mazzucco, vincitore del Premio Strega nel 2003.

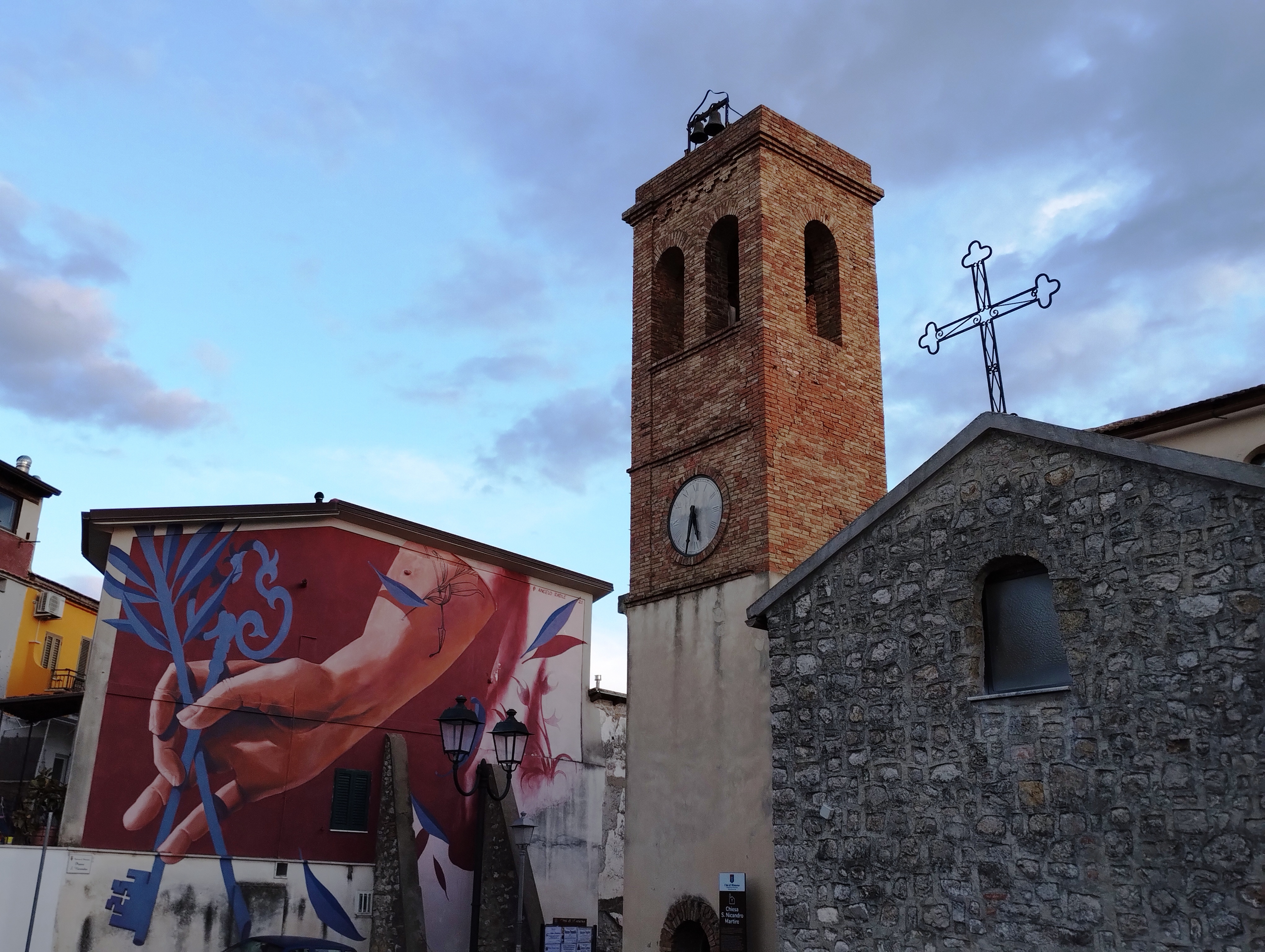
Chiesa di san Nicandro martire

#### Tremensuoli
Tremensuoli è una frazione collinare che domina il litorale di Scauri. Secondo una ricostruzione etimologica popolare, tre Francesi (tre "monsieurs"), invitati dalla dolcezza e piacevolezza del luogo, costruirono sulla collina le prime abitazioni. Si pensa anche che il nome derivi da "tres montes" o "tres montoli" ossia paese circondato da tre colline o situato fra tre colline: Monte Rotondo, Monte Belvedere e il colle dove sorge Tremensuoli, sulla cui cima si trova Capo Trivio. La zona "La grotte" prende il nome dai ruderi di una cisterna romana. Tremensuoli è menzionata in un atto del X secolo, inserito nel Codex diplomaticus Cajetanus. Da segnalare la chiesa parrocchiale di San Nicandro Martire, risalente al XII secolo: è a croce greca, con decorazioni a stucco e volte a botte lunettate, che sono state cancellate in un recente restauro. Vi si conservano statue lignee del XIX secolo che raffigurano i Patroni dell'antico borgo collinare: San Nicandro e San Sebastiano, festeggiati la seconda domenica di agosto. Degne di nota sono anche le statue di Sant'Antonio da Padova e della Madonna del Rosario. Un'altra Chiesa è dedicata al Sacro Cuore di Gesù. In Piazza Bergantino si trova un monumento dedicato al 339º reggimento "Orso Polare", che ricorda la battaglia di Tremensuoli del 16 maggio 1944, mentre in Piazza Capo Trivio c'è il Monumento alla Pace, inaugurato nel giugno del 1994.

#### Santa Maria Infante
Il centro collinare di Santa Maria Infante prende il nome dall'omonima Chiesa, la quale ha assunto varie denominazioni nel tempo (Santa Maria de Olifano, Santa Maria dello Lévano, Santa Maria dell'Elefante). L'edificio del XVII secolo fu ricostruito nel secondo dopoguerra, seguendo linee architettoniche moderne. Nella chiesa è conservata un quadro della Madonna delle Grazie con Santi, opera di Sebastiano Conca. La Festa di Maria Bambina si tiene nella prima settimana di settembre.

#### Pulcherini
La frazione di Pulcherini deriva il proprio nome dal "Casale Porcarinorum", segnalato anche come "Villa Polcareni" nel 1447. Ospita la chiesa di San Giuseppe (XVIII secolo). La Festa in suo onore si svolge il 19 marzo. Dal 1967, nel borgo, il Venerdì Santo si svolge una suggestiva rievocazione della Passione di Cristo.

#### Solacciano
La località Solacciano si trova sul fianco della collina di Minturno che si affaccia sulla statale Formia-Cassino e, attraverso la località “Le Tore”, è collegata alla frazione Tremensuoli.

## Economia
Di seguito la tabella storica elaborata dall'Istat a tema Unità locali, intesa come numero di imprese attive, ed addetti, intesi come numero addetti delle unità locali delle imprese attive (valori medi annui).
|          | 2015                  |                              |                            |                |                       |                     | 2014                  |                | 2013                  |                |
| -------- | --------------------- | ---------------------------- | -------------------------- | -------------- | --------------------- | ------------------- | --------------------- | -------------- | --------------------- | -------------- |
|          | Numero imprese attive | % Provinciale Imprese attive | % Regionale Imprese attive | Numero addetti | % Provinciale Addetti | % Regionale Addetti | Numero imprese attive | Numero addetti | Numero imprese attive | Numero addetti |
| Minturno | 1.205                 | 3,07%                        | 0,26%                      | 2 661          | 2,18%                 | 0,17%               | 1 202                 | 2 726          | 1 248                 | 2 775          |
| Latina   | 39 304                |                              | 8,43%                      | 122 198        |                       | 7,75%               | 39 446                | 120 897        | 39 915                | 123 310        |
| Lazio    | 455 591               |                              |                            | 1 539 359      |                       |                     | 457 686               | 1 510 459      | 464 094               | 1 525 471      |

Nel 2015 le 1 205 imprese operanti nel territorio comunale, che rappresentavano il 3,07% del totale provinciale (39 304 imprese attive), hanno occupato 2 661 addetti, il 2,18% del dato provinciale (122 198 addetti); in media, ogni impresa nel 2015 ha occupato due persone (2,21).

## Infrastrutture e trasporti

### Ferrovie
Il comune è servito dalla stazione di Minturno-Scauri, posta sulla ferrovia Roma-Formia-Napoli.

### Strade
La frazione di Scauri sorge sul tratto della via Appia in cui avviene il raccordo con la statale Formia-Cassino.

## Amministrazione
Nel 1927 passa dalla provincia di Terra di Lavoro alla provincia di Roma, quindi nel 1934 alla nuova provincia di Littoria, costituita dal governo fascista dell'epoca.
| Periodo           | Periodo           | Primo cittadino                                        | Partito        | Carica                         | Note   |
| ----------------- | ----------------- | ------------------------------------------------------ | -------------- | ------------------------------ | ------ |
| .. ... 1747       | .. ... 1757       | Alessandro Conte (congiuntamente a Domenico Ruggieri)  |                | Sindaco                        |        |
| .. ... 1747       | .. ... 1757       | Domenico Ruggieri (congiuntamente ad Alessandro Conte) |                | Sindaco                        |        |
| .. ... 1809       | 11 febbraio 1813  | Raffaele Cammarota                                     |                | Sindaco                        |        |
| 12 febbraio 1813  | .. ... 1816       | Raffaele Montanaro                                     |                | Sindaco                        |        |
| .. ... 1817       | 10 marzo 1821     | Raffaele Cammarota                                     |                | Sindaco                        |        |
| 11 marzo 1821     | 2 aprile 1821     | Pasquale Merola                                        |                | Sindaco                        |        |
| 3 aprile 1821     | 9 gennaio 1829    | Raffaele Cammarota                                     |                | Sindaco                        |        |
| 10 gennaio 1829   | 27 dicembre 1831  | Vincenzo Sparagna                                      |                | Sindaco                        |        |
| 1º gennaio 1832   | .. ... 1838       | Raffaele Merola                                        |                | Sindaco                        |        |
| 1º gennaio 1839   | 4 aprile 1845     | Angelo Rotelli                                         |                | Sindaco                        |        |
| 10 aprile 1845    | .. ... 1851       | Stefano Merola                                         |                | Sindaco                        |        |
| .. ... 1852       | 29 luglio 1854    | Nicola Cammarota                                       |                | Sindaco                        |        |
| 11 agosto 1854    | 3 maggio 1858     | Filippo Frezzella                                      |                | Sindaco                        |        |
| 7 maggio 1858     | 27 maggio 1860    | Pasquale Caruso                                        |                | Sindaco                        |        |
| 16 giugno 1860    | 17 agosto 1861    | Lorenzo Merola                                         |                | Sindaco                        |        |
| 1º settembre 1861 | 14 aprile 1865    | Filippo Frezzella                                      |                | Sindaco                        |        |
| 14 aprile 1865    | 31 dicembre 1866  | Benedetto Riccardelli                                  |                | Sindaco                        |        |
| 7 febbraio 1867   | 29 settembre 1875 | Pasquale Montanaro                                     |                | Sindaco                        |        |
| 29 settembre 1875 | 14 agosto 1876    | Filippo Leo                                            |                | Sindaco                        |        |
| 24 agosto 1876    | 27 aprile 1884    | Andrea David                                           |                | Assessore Delegato pro-tempore |        |
| 1º maggio 1884    | 26 dicembre 1885  | Pasquale Montanaro                                     |                | Sindaco                        |        |
| 27 dicembre 1885  | 17 ottobre 1891   | Filippo Merola                                         |                | Sindaco                        |        |
| 17 ottobre 1891   | 11 maggio 1896    | Andrea David                                           |                | Sindaco                        |        |
| 12 maggio 1896    | 23 ottobre 1901   | Michele Ciuffi                                         |                | Sindaco                        |        |
| 24 ottobre 1901   | 1º giugno 1902    | Ugo Lombardi                                           |                | Commissario Straordinario      |        |
| 1º giugno 1902    | 11 novembre 1905  | Francesco Mazzucchi                                    |                | Sindaco                        |        |
| 21 novembre 1905  | 27 maggio 1907    | Francesco Di Paola                                     |                | Sindaco                        |        |
| 26 maggio 1907    | 4 giugno 1914     | Livio Mazzucco                                         |                | Sindaco                        |        |
| 30 agosto 1914    | 27 luglio 1924    | Giuseppe Faraone                                       |                | Sindaco                        |        |
| 21 settembre 1924 | 29 marzo 1925     | Antimo Novelli                                         |                | Regio Commissario              |        |
| 5 aprile 1925     | 24 giugno 1926    | Antonio Caponaro                                       |                | Commissario Prefettizio        |        |
| 4 luglio 1926     | 31 dicembre 1926  | Francesco Merola                                       |                | Commissario Prefettizio        |        |
| 1º gennaio 1927   | .. ... ....       | Pasquale Tuccinardi                                    |                | Commissario Prefettizio        |        |
| .. ... ....       | 13 dicembre 1931  | Pasquale Tuccinardi                                    |                | Podestà                        |        |
| 20 dicembre 1931  | .. .... ....      | Romolo Del Balzo                                       |                | Commissario Prefettizio        |        |
| 17 ottobre 1932   | 29 dicembre 1938  | Romolo Del Balzo                                       |                | Podestà                        |        |
| 30 dicembre 1938  | 4 febbraio 1940   | Camillo Lozzi                                          |                | Commissario Prefettizio        |        |
| 14 marzo 1940     | 7 luglio 1944     | Ernesto Bruno                                          |                | Commissario Prefettizio        |        |
| 13 luglio 1941    | 12 settembre 1943 | Ernesto Bruno                                          |                | Podestà                        |        |
| 8 luglio 1944     | 2 ottobre 1944    | Adalgiso Merola                                        |                | Sindaco                        |        |
| 19 ottobre 1944   | 6 novembre 1944   | Arcangelo Macari                                       |                | Sindaco                        |        |
| 7 novembre 1944   | 7 febbraio 1945   | Nicola Di Paola                                        |                | Commissario Prefettizio        |        |
| 8 febbraio 1945   | 6 maggio 1945     | Giuseppe Romano                                        |                | Sindaco                        |        |
| 7 maggio 1945     | 1º settembre 1945 | Catello Conte                                          |                | Sindaco                        |        |
| 2 settembre 1945  | 21 settembre 1945 | Raffaele Lupoli                                        |                | Commissario Prefettizio        |        |
| 22 settembre 1945 | 17 aprile 1946    | Liberato Laracca                                       |                | Commissario Prefettizio        |        |
| 18 aprile 1946    | 19 gennaio 1947   | Severino Ciufo                                         |                | Sindaco                        |        |
| 20 gennaio 1947   | 24 agosto 1947    | Antonio Bruno                                          |                | Sindaco                        |        |
| 25 agosto 1947    | 25 gennaio 1950   | Nicola Bochicchio                                      |                | Sindaco                        |        |
| 26 gennaio 1950   | 13 luglio 1951    | Giovanni Pimpinella                                    |                | Sindaco                        |        |
| 14 luglio 1951    | 21 agosto 1952    | Giuseppe Ciufo                                         |                | Sindaco                        |        |
| 22 agosto 1952    | 4 gennaio 1953    | Domenico Del Prato                                     |                | Commissario Prefettizio        |        |
| 5 gennaio 1953    | 7 gennaio 1955    | Filippo Valentini                                      |                | Sindaco                        |        |
| 30 aprile 1955    | 23 ottobre 1958   | Filippo Fondi                                          |                | Sindaco                        |        |
| 23 ottobre 1958   | 28 gennaio 1963   | Francesco Carcone                                      |                | Sindaco                        |        |
| 28 gennaio 1963   | 1º luglio 1967    | Antonio Granata                                        |                | Sindaco                        |        |
| 10 ottobre 1967   | 1º febbraio 1969  | Onofrio Galletti                                       |                | Commissario Prefettizio        |        |
| 1º febbraio 1969  | 7 novembre 1972   | Francesco Carcone                                      |                | Sindaco                        |        |
| 21 dicembre 1972  | 6 febbraio 1974   | Ernesto Ciufo                                          |                | Sindaco                        |        |
| 7 febbraio 1974   | 27 marzo 1976     | Elio Camerota                                          |                | Sindaco                        |        |
| 3 aprile 1976     | 5 febbraio 1977   | Menenio Codella                                        |                | Sindaco                        |        |
| 22 febbraio 1977  | 15 luglio 1977    | Francesco Carcone                                      |                | Sindaco                        |        |
| 4 agosto 1977     | 27 giugno 1978    | Salvatore Ariano                                       |                | Commissario Prefettizio        |        |
| 5 luglio 1978     | 14 novembre 1979  | Francesco Sparagna                                     |                | Sindaco                        |        |
| 22 novembre 1979  | 15 maggio 1981    | Ernesto Ciufo                                          |                | Sindaco                        |        |
| 26 maggio 1981    | 8 settembre 1883  | Gennaro Sparagna                                       |                | Sindaco                        |        |
| 9 settembre 1983  | 16 ottobre 1983   | Francesco Rossillo                                     |                | Sindaco                        |        |
| 17 ottobre 1983   | 1º agosto 1988    | Elio Camerota                                          |                | Sindaco                        |        |
| 8 agosto 1988     | 22 agosto 1990    | Simone Pimpinella                                      | DC             | Sindaco                        |        |
| 24 agosto 1990    | 20 aprile 1993    | Giovanni Baldascino                                    | DC             | Sindaco                        |        |
| 26 aprile 1993    | 29 giugno 1993    | Giuseppe Bruno                                         | PRI            | Sindaco                        |        |
| 7 luglio 1993     | 7 marzo 1995      | Vito Romano                                            | PLI            | Sindaco                        |        |
| 18 marzo 1995     | 19 dicembre 1995  | Antonio Reppucci                                       |                | Commissario Prefettizio        |        |
| 20 dicembre 1995  | 15 aprile 2000    | Paolo Graziano                                         | Forza Italia   | Sindaco                        |        |
| 16 aprile 2000    | 3 aprile 2005     | Paolo Graziano                                         | Forza Italia   | Sindaco                        |        |
| 5 aprile 2005     | 12 aprile 2010    | Giuseppe Sardelli                                      | centrodestra   | Sindaco                        |        |
| 12 aprile 2010    | 16 giugno 2011    | Aristide Galasso                                       | centrosinistra | Sindaco                        | [ 16 ] |
| 20 giugno 2011    | 21 maggio 2012    | Vincenzo Greco                                         |                | Commissario Prefettizio        |        |
| 21 maggio 2012    | 11 agosto 2015    | Paolo Graziano                                         | PSI            | Sindaco                        | [ 17 ] |
| 9 settembre 2015  | 19 giugno 2016    | Bruno Strati                                           |                | Commissario Prefettizio        |        |
| 19 giugno 2016    | 4 ottobre 2021    | Gerardo Stefanelli                                     | centrosinistra | Sindaco                        |        |
| 4 ottobre 2021    | in carica         | Gerardo Stefanelli                                     | centrosinistra | Sindaco                        |        |

### Gemellaggi
- Stamford (Connecticut), dal 2008
- Ortona, dal 2018[18]

### Altre informazioni amministrative
- Fa parte del Parco regionale di Gianola e del Monte di Scauri, inserita nel Parco Regionale Riviera di Ulisse
- Fa parte della XVII Comunità Montana dei Monti Aurunci

## Sport

### Basket
La squadra di pallacanestro Basket Scauri A.S.D. partecipa alla Serie B (pallacanestro maschile).

### Calcio
La squadra principale del comune è l’A.S.D. Minturno Calcio 1936, con colori sociali che sono il rosso e il blu e che nel campionato 2024-25 milita in Prima Categoria.

### Pallavolo
La società AS Pallavolo Minturno, nel 2019-2020 ha militato nel campionato femminile di Serie C.